# Contea di Yakima
La contea di Yakima (in inglese Yakima County) è una contea dello Stato di Washington, negli Stati Uniti. La popolazione al censimento del 2000 era di 222 581 abitanti. Il capoluogo di contea è Yakima.

## Geografia
La contea si trova nel centro-sud dello Stato. Il territorio è diversificato: nella parte occidentale si trovano montagne ricoperte di boschi, nella parte orientale pianure e vallate aride, nella parte centrale e meridionale vallate fertili. In particolare, nella zona occidentale si trovano diverse aree protette, a livello statale o federale, e la Catena delle Cascate. Il punto più alto della contea è il monte Adams nell'arco vulcanico delle Cascate. Il fiume Yakima scorre per la Yakima Valley.
La Riserva Yakama si trova nella parte meridionale della contea.

### Contee confinanti
- Contea di Kittitas - nord
- Contea di Grant - nord-est
- Contea di Benton - est
- Contea di Klickitat - sud
- Contea di Skamania - sud-ovest
- Contea di Lewis - ovest
- Contea di Pierce - nord-ovest
- Contea di King - nord-ovest

## Storia
La contea fu creata nel 1865. Il nome Yakima sarebbe stato tradotto come "orso nero" (in lingua Yakama) o runaway ("in fuga"), in riferimento alle acqua veloci del fiume Yakima o alla figlia di un capo Yakama. I nativi sono le tribù della Riserva Yakama.

## Comuni

### Cities
- Grandview
- Granger
- Mabton
- Moxee
- Selah
- Sunnyside
- Tieton
- Toppenish
- Union Gap
- Wapato
- Yakima (capoluogo)
- Zillah

### Towns
- Harrah
- Naches

### Census-designated places
- Ahtanum
- Buena
- Cowiche
- Donald
- Eschbach
- Gleed
- Outlook
- Parker
- Satus
- Summitview
- Tampico
- Terrace Heights
- West Valley
- White Swan